# 亜硫酸カリウム
亜硫酸カリウム（ありゅうさんカリウム、英: Potassium sulfite）はカリウムの亜硫酸塩で、化学式K2SO3で表される無機化合物。

## 反応
亜硫酸と水酸化カリウムとの反応により生成する。
{\displaystyle {\ce {{H2SO3}+ 2KOH -> {K2SO3}+ 2H2O}}}
水溶性の白色固体で、乾燥状態では安定であるが、湿気の存在により酸化されやすい。

## 用途
写真処理剤の他、ヨーロッパなどではE番号225の防腐剤として使用される。還元性があり、ボイラー用脱酸素剤や電子材料としての用途もある。
食品添加物として、干瓢の漂白、ワインの酸化防止剤などとして用いられる。